# CSTL1
CSTL1 (англ. Cystatin like 1) — білок, який кодується однойменним геном, розташованим у людей на короткому плечі 20-ї хромосоми. Довжина поліпептидного ланцюга білка становить 145 амінокислот, а молекулярна маса — 16 989.
| 10         |  | 20         |  | 30         |  | 40         |  | 50         |
| ---------- |  | ---------- |  | ---------- |  | ---------- |  | ---------- |
| MGIGCWRNPL |  | LLLIALVLSA |  | KLGHFQRWEG |  | FQQKLMSKKN |  | MNSTLNFFIQ |
| SYNNASNDTY |  | LYRVQRLIRS |  | QMQLTTGVEY |  | IVTVKIGWTK |  | CKRNDTSNSS |
| CPLQSKKLRK |  | SLICESLIYT |  | MPWINYFQLW |  | NNSCLEAEHV |  | GRNLR      |

A: Аланін

C: Цистеїн

D: Аспарагінова кислота

E: Глутамінова кислота

F: Фенілаланін

G: Гліцин

H: Гістидин

I: Ізолейцин

K: Лізин

L: Лейцин

M: Метіонін

N: Аспарагін

P: Пролін

Q: Глутамін

R: Аргінін

S: Серин

T: Треонін

V: Валін

W: Триптофан

Кодований геном білок за функціями належить до інгібіторів протеаз, інгібітор тіолових протеаз.
Секретований назовні.